# Hargshamn
Hargshamn est une localité de Suède dans la commune d'Östhammar située dans le comté d'Uppsala.
Sa population était de 300 habitants en 2019.